# Краснер, Ли
Лено́р «Ли» Кра́снер (англ. Lenore «Lee» Krasner; 27 октября 1908, Бруклин, Нью-Йорк — 19 июня 1984, Нью-Йорк) — американская художница, работавшая в стиле абстрактного экспрессионизма и специализирующаяся на коллажах, жена художника Джексона Поллока.
Краснер сейчас рассматривается ключевой фигурой переходного периода в абстракции, которая связывала искусство начала 20-го века с новыми идеями послевоенных Штатов, в наше время её работы очень высоко ценятся на аукционах.
Краснер – одна из немногих художниц, которая провела ретроспективу в Музее современного искусства (MoMA).

## Личная жизнь
Художница, которую дома называли Леной, родилась в религиозной хасидской семье еврейских эмигрантов из местечка Шпиков Брацлавского уезда Подольской губернии, покинувших Украину за несколько лет до рождения дочери. Она была младшей из шестерых детей и первым ребёнком четы Краснер, родившимся уже на новой родине, когда её отцу — Джозефу Краснеру (до эмиграции Иось Ицкович Краснер, 1864—1944) — было 39 лет, а матери — Анне (Хане) Краснер (в девичестве Вайс, 1876—1959) — 33 года (годом позже в семье родился ещё один ребёнок). Они жили в Браунсвилле, Бруклин, где проживало большое количество бедных еврейских иммигрантов. Единственным разговорным языком в семье был идиш. Краснер воспитывалась в ортодоксальном еврейском доме на протяжении всего детства и юности. Её отец проводил большую часть своего времени, занимаясь иудаизмом, в то время как её мать поддерживала домашнее хозяйство и семейный бизнес.
Краснер высоко ценила такие аспекты иудаизма, как еврейский алфавит, молитвы и религиозные истории. Будучи подростком, она стала критически относиться к тому, что она воспринимала как женоненавистничество в ортодоксальном иудаизме. Позже Краснер вспоминала, что читала перевод молитвы и думала, что это "действительно прекрасная молитва во всех смыслах, кроме ее окончания … если вы мужчина, вы говорите: « Спасибо, Господи, за то, что создал меня по Своему образу», и если вы женщина, вы говорите: « Благодарю Тебя, Господи, за то, что Ты сотворил меня таким, каким Ты посчитал нужным». Она также в то время начала читать философов-экзистенциалистов, сподвигших её отойти от иудаизма ещё дальше. К тому времени, когда она вышла замуж за Поллока в церкви, Краснер продолжала называть себя евреем, но решила не исповедовать религию. Её идентичность как еврейской женщины повлияла на то, как ученые интерпретируют значение её искусства.
Ли Краснер и Джексон Поллок познакомились друг с другом в 1942 году после того, как они оба были выставлены в галерее Макмиллена. Краснер была заинтригована его работами и тем фактом, что она не знала, кем он был, хотя знала многих художников-абстракционистов в Нью-Йорке. Она поехала в его квартиру, чтобы встретиться с ним. К 1945 году они переехали в городок Спрингс (англ.) на окраине Ист-Хамптона. Летом того же года они поженились в церкви с двумя свидетелями.
Пока они жили в фермерском доме в Спрингс, они оба продолжали создавать искусство. Они работали в отдельных мастерских. Краснер работала в спальне наверху в доме, а Поллок — в сарае на заднем дворе. Когда они не работали, они тратили время на приготовление пищи, выпечку, садоводство, поддержание порядка в доме и развлечение с друзьями.
К 1956 году их отношения стали напряженными, поскольку они столкнулись с определёнными проблемами. Поллок снова начал бороться со своим алкоголизмом и завёл отношения на стороне с Руфь Клигман. Краснер уехала летом, чтобы навестить друзей в Европе, но вскоре вернулась из-за гибели Поллока в автокатастрофе.

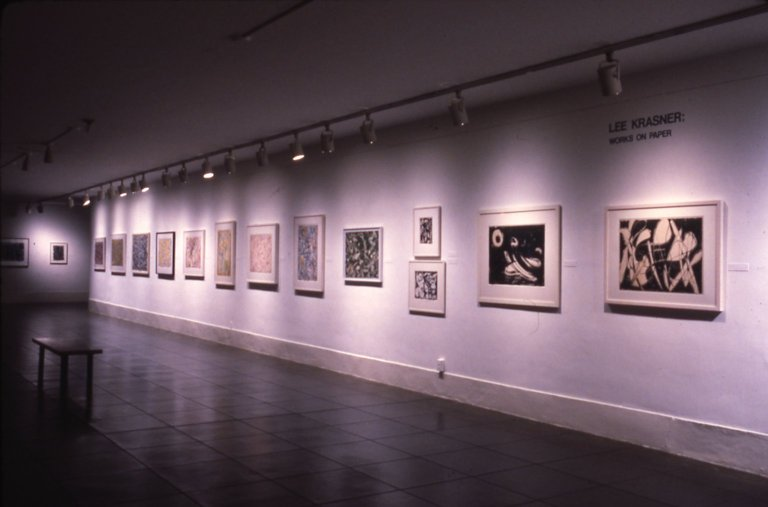
Персональная выставка работ Краснер в Бруклинском музее в 1984 году

## Творчество
Краснер относят к абстрактным экспрессионистом благодаря её абстрактным, экспрессивным и выразительным работам. Она писала живопись, делала коллажную живопись и мозаику, рисовании углем. Она часто разрезала свои собственные рисунки и картины для создания своих коллажных картин. Она также обычно пересматривала или полностью уничтожала целую серию работ. В результате сохранившийся объём её работ относительно невелик. В её каталоге-резоне, опубликованном в 1995 году Абрамсом, перечислены 599 известных произведений.
Её изменчивый характер заметен во всех её работах, что приводит к тому, что критики и ученые делают совершенно разные выводы о ней и её творчестве. Её стиль часто колеблется между классической структурой и эффектом барокко, открытой формой и жесткой формой, а также яркими цветами и монохромной палитрой. На протяжении всей своей карьеры она не смогла сформировать уникальный, узнаваемый стиль. Вместо этого она выбрала постоянные изменения, часто меняя настроение, предмет, текстуру, материалы и композиции своей работы. Это отличает её от других абстрактных экспрессионистов, поскольку многие из них сохраняли неизменную идентичность и способы изображения. Несмотря на множество вариаций, её работы обычно можно узнать по стилю жестов, фактуре, ритму и художественным образам. Её интерес к себе, природе и современной жизни - темы, которые обычно отражены в её работах.  Краснер неохотно обсуждала иконографию своих работ, и вместо этого подчеркивала важность своей биографии, утверждая, что её искусство формируется через её индивидуальную индивидуальность и её эмоциональное состояние.
Изучать живопись Ли Краснер начала в 1929 году, а с 1937 по 1940 год учится в престижной Школе изящных искусств у Ханса Хофмана, где молодые американские художники имели возможность познакомиться с европейским художественным модернизмом. В этот период Ли Краснер создаёт свои первые абстрактные полотна, начинает выставляться — совместно с группой «Американские абстракционисты» (American Abstract Artists).
С момента знакомства с Джексоном Поллоком, в первое время, активность Ли Краснер как художницы заметно снижается. Время, в 1942—1945 годы, когда супружеская пара вдвоём снимала художественное ателье на 8-й Стрит, Краснер обозначила «выпавшим» из её творчества (Black-out-Phase) — настолько мало ею было сделано в этот период. Она находилась как бы в тени своего мужа.
В 1946 году супружеская пара переезжает на Лонг-Айленд, где они живут довольно замкнуто. Здесь Л.Краснер удаётся создать свою первую значительную абстрактную серию картин — «Миниатюры» (англ. Little Images, 1948—1950), в которых она отказывается от элементов кубизма и создаёт т. н. «иероглифическую» (по её собственному выражению) живопись. Склонность к каллиграфичности и сюрреалистическому автоматизму сближает работы Ли Краснер с такими художниками, как Марк Тоби и Брэдли Уолкер Томлин.
В 1949 «мистер и миссис Джексон Поллок» участвуют в групповой выставке в галерее Сидней Джанис «Художники: Муж и жена». В октябре 1951 года состоялась первая отдельная выставка работ Ли Краснер в галерее Бетти Парсонс. В коммерческом плане выставка себя не оправдала, полотна раскупались плохо, и Дж. Поллок переходит к более успешному галеристу Сиднею Джанису. Вслед за мужем галерею Парсонс вынуждена была покинуть и Ли. В 1953 году создает серию чёрно-белых рисунков, но, недовольная результатом, все их разорвала. Через несколько недель, вернувшись в ателье и внимательнее рассмотрев обрывки, Ли Краснер создаёт из них серию коллажей, выставка которых в 1955 году в престижной галерее Стейбл прошла с большим успехом.

## Наследие
Ли Краснер умерла естественной смертью в 1984 году, в возрасте 75 лет. Она страдала от артрита.
Через шесть месяцев после её смерти Музей современного искусства (MoMA) в Нью-Йорке провел ретроспективную выставку её работ. Обзор выставки в «Нью-Йорк Таймс» отметил, что она «чётко определяет место Краснер в нью-йоркской школе» и что Краснер «является крупной, независимой художницей пионерского поколения абстрактных экспрессионистов, чьи вдохновляющие работы занимают одно из первых мест среди произведений, представленных здесь за последние полвека». По состоянию на 2008 год Краснер является одной из четырёх художниц, ретроспектива которых проведена Музеем современного искусства; другие три художницы — Луиза Буржуа (в 1982 году), Элен Франкенталер (в 1989 году) и Элизабет Мюррей (в 2004 году).
11 ноября 2003 года, «Celebration», большая картина 1960 года, была продана Музею искусств Кливленда за 1,9 млн долларов, а в мае 2008 года «Polar Stampede» продана за 3,2 млн долларов.
Её работы были переданы в архив Американского искусства в 1985 году; они были оцифрованы и размещены в интернете для исследователей в 2009 году.

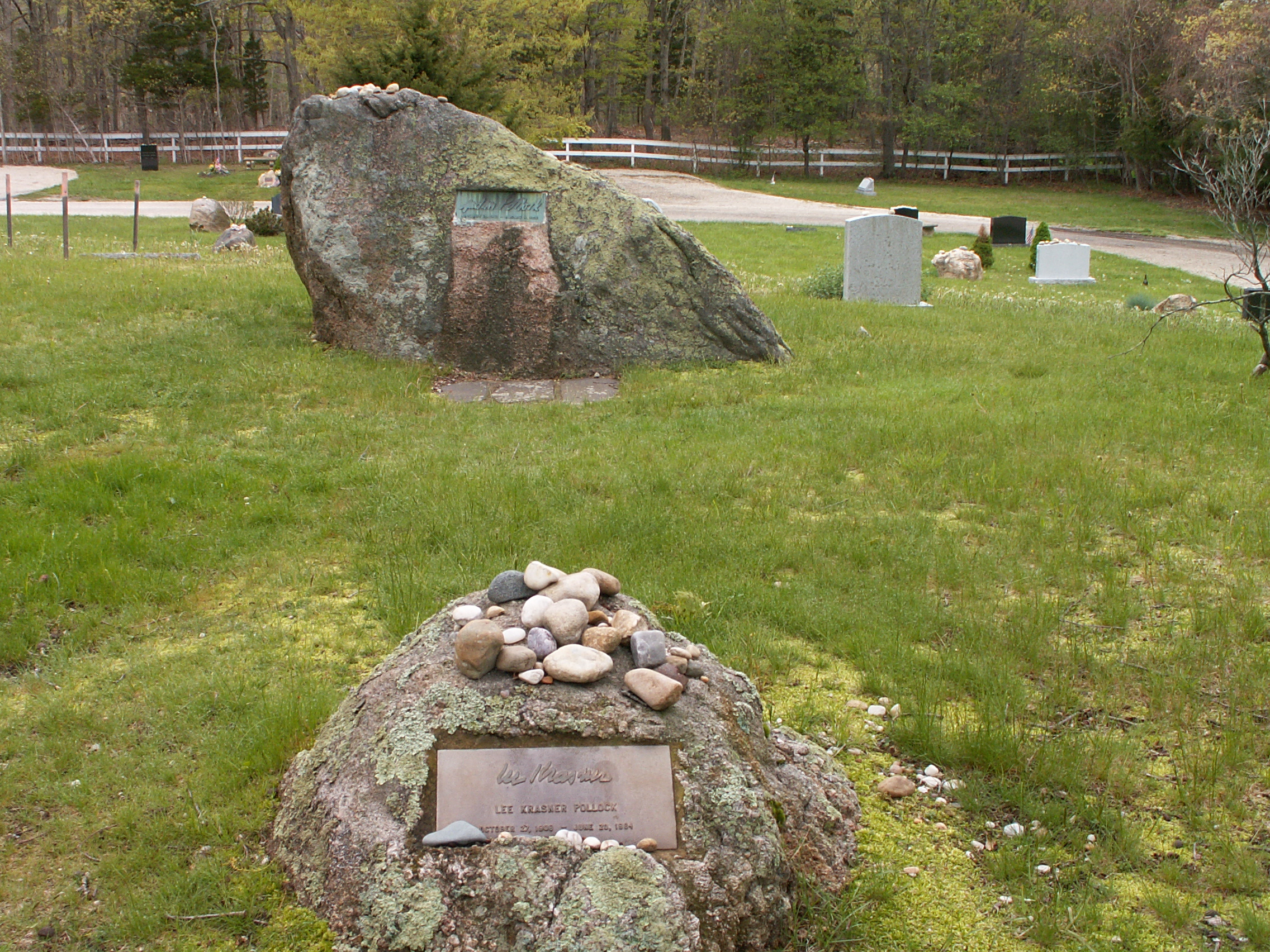
Могила Ли Краснер на переднем плане и могила Джексона Поллока в отдалении, Green River Cemetery

После её смерти для широкой публики открыли доступ к её недвижимости в Ист-Хамптоне, назвав Домом и студией Поллока — Краснер.
В 1985 году основан Фонд Поллока-Краснер для оказания финансовой помощи художникам.
В романе Джона Апдайка «Ищите мое лицо» (2002) значительная часть жизни главной героини основана на жизни Краснер.
Ли Краснер и Джексон Поллок стали прототипами главных героев романа американской писательницы Ивлин Тойнтон «Современное искусство» (2000).